# 格倫代爾鎮區 (北達科他州洛根縣)
格倫代爾鎮區（英語：Glendale Township）是位於美國北達科他州洛根縣的一個鎮區。

## 地方資料
格倫代爾鎮區的面積為95.15平方千米，當中陸地面積為94.99平方千米，而水域面積為0.16平方千米。根據2020年美國人口普查的數據，當地共有人口40人，而人口密度為每平方千米0.42人。